# 军营圣母堂
军营圣母堂（意大利语：Chiesa di Santa Maria del Quartiere）是一座巴洛克风格的教堂，位于意大利帕尔马Oltretorrente区。

## 历史
该堂建于1604-1619年，因所在地传统上为军队营房而得名。设计者为费拉拉建筑师焦万巴蒂斯塔 Aleotti。
该堂的平面为与众不同的六角形。
圆顶的大型壁画《天主圣三、天使、圣母和圣人在天堂》（1626年至1629年）人物众多，是Pier Antonio Bernabei及其学生的作品。小堂在19世纪装饰。

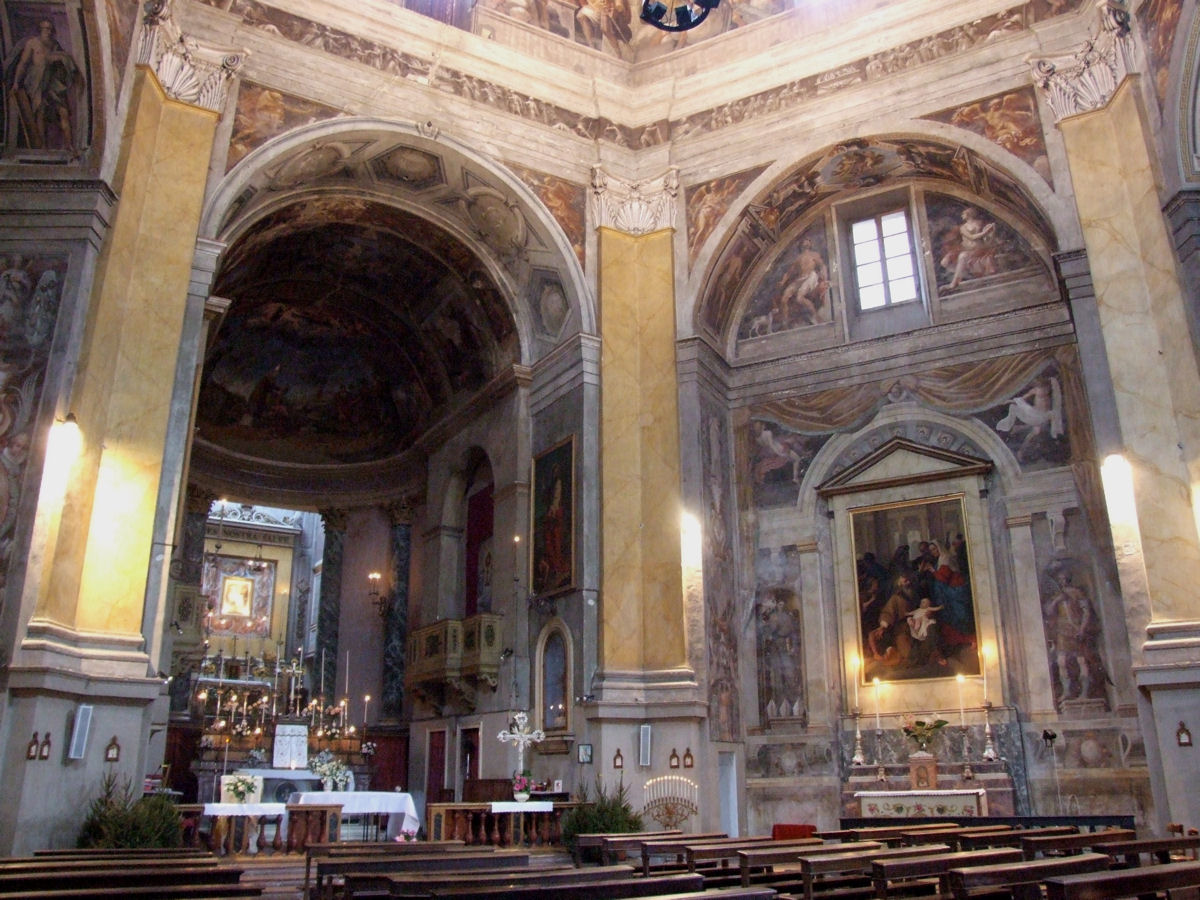
室内

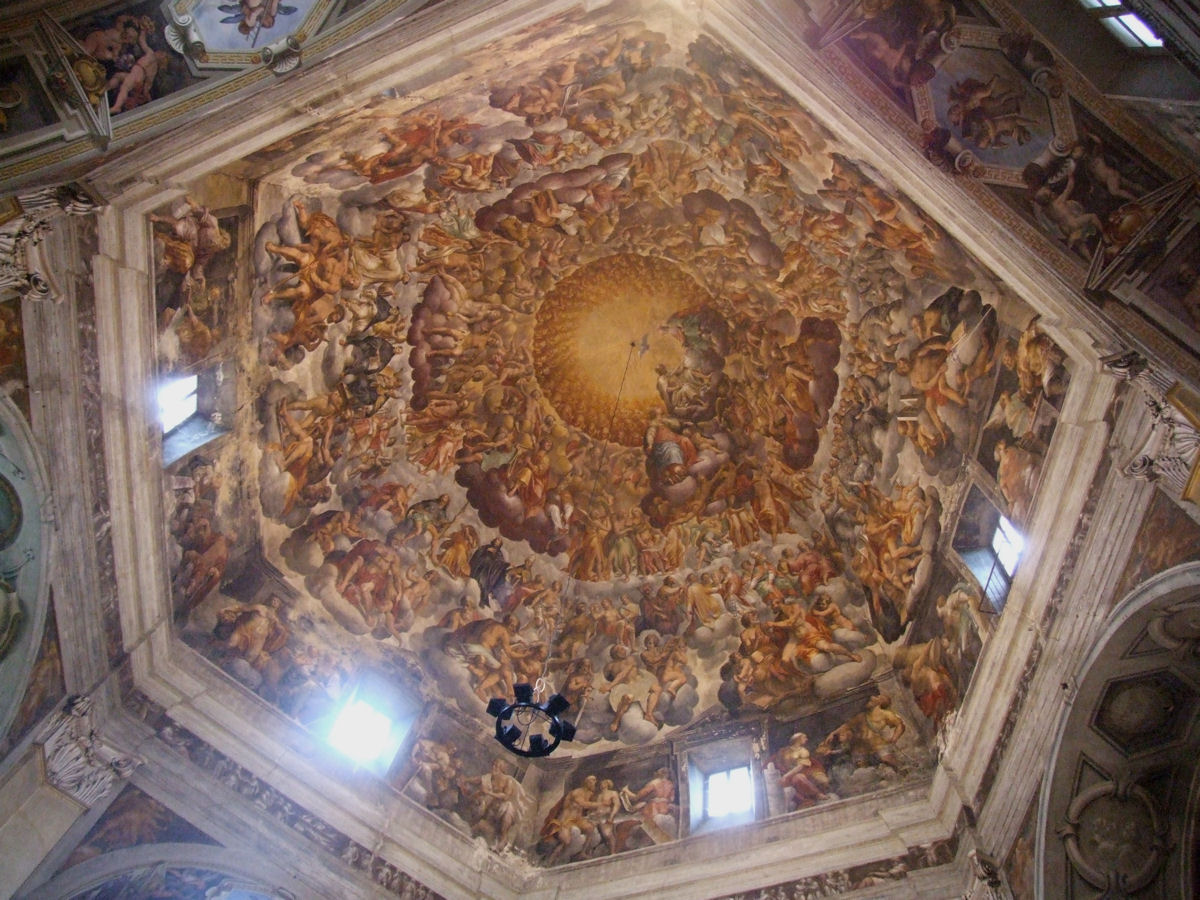
圆顶壁画